# Коув (Юта)
Коув (англ. Cove) — переписна місцевість (CDP) в США, в окрузі Кеш штату Юта. Населення — 494 особи (2020).

## Географія
Коув розташований за координатами 41°58′6″ пн. ш. 111°46′45″ зх. д. / 41.96833° пн. ш. 111.77917° зх. д. (41.968289, -111.779205).  За даними Бюро перепису населення США в 2010 році переписна місцевість мала площу 37,78 км², уся площа — суходіл.

## Демографія
Згідно з переписом 2010 року, у переписній місцевості мешкало 460 осіб у 138 домогосподарствах у складі 122 родин. Густота населення становила 12 осіб/км².  Було 148 помешкань (4/км²).
Расовий склад населення:
| - 98,3 % — білих - 0,2 % — корінних американців - 0,2 % — чорних або афроамериканців - 0,2 % — азіатів |

До двох чи більше рас належало 0,9 %. Частка іспаномовних становила 1,1 % від усіх жителів.
За віковим діапазоном населення розподілялося таким чином: 37,0 % — особи молодші 18 років, 52,6 % — особи у віці 18—64 років, 10,4 % — особи у віці 65 років та старші. Медіана віку мешканця становила 33,6 року. На 100 осіб жіночої статі у переписній місцевості припадало 100,9 чоловіків;  на 100 жінок у віці від 18 років та старших — 101,4 чоловіків також старших 18 років.
Середній дохід на одне домашнє господарство  становив 57 780 доларів США (медіана — 39 875), а середній дохід на одну сім'ю — 74 648 доларів (медіана — 62 083). За межею бідності перебувало 3,9 % осіб, у тому числі 7,6 % дітей у віці до 18 років та 0,0 % осіб у віці 65 років та старших.
Цивільне працевлаштоване населення становило 165 осіб. Основні галузі зайнятості: освіта, охорона здоров'я та соціальна допомога — 29,7 %, виробництво — 23,6 %, будівництво — 14,5 %, роздрібна торгівля — 12,7 %.